# Armata austriacă în perioada napoleoniană
Armata imperială austriacă, sub numele oficial de armata cezaro-crăiască, (în germană: Kaiserlich-Königliche Armee, în româna contemporană Armata imperială-regală) a fost în perioada napoleoniană a treia ca mărime din lume. Poziția Imperiului Austriac în centrul Europei și ocupația exercitată asupra unor lumi latine, germanice și slave în același timp, au implicat în mod inevitabil armata acesteia în războaie care au răvășit Europa. Armata austriacă a fost cea mai mare forță angajată continuu în luptă împotriva Franței (Imperiul Austriac a fost în stare de război cu Primul Imperiu Francez timp de 108 luni, pe când Prusia și Imperiul Rus doar 58, respectiv 55 de luni) și a purtat majoritatea poverii războaielor pe uscat. Deși înfrântă de mai multe ori, a reușit să își revină de fiecare dată.

## Imperiul Austriac și armata acestuia

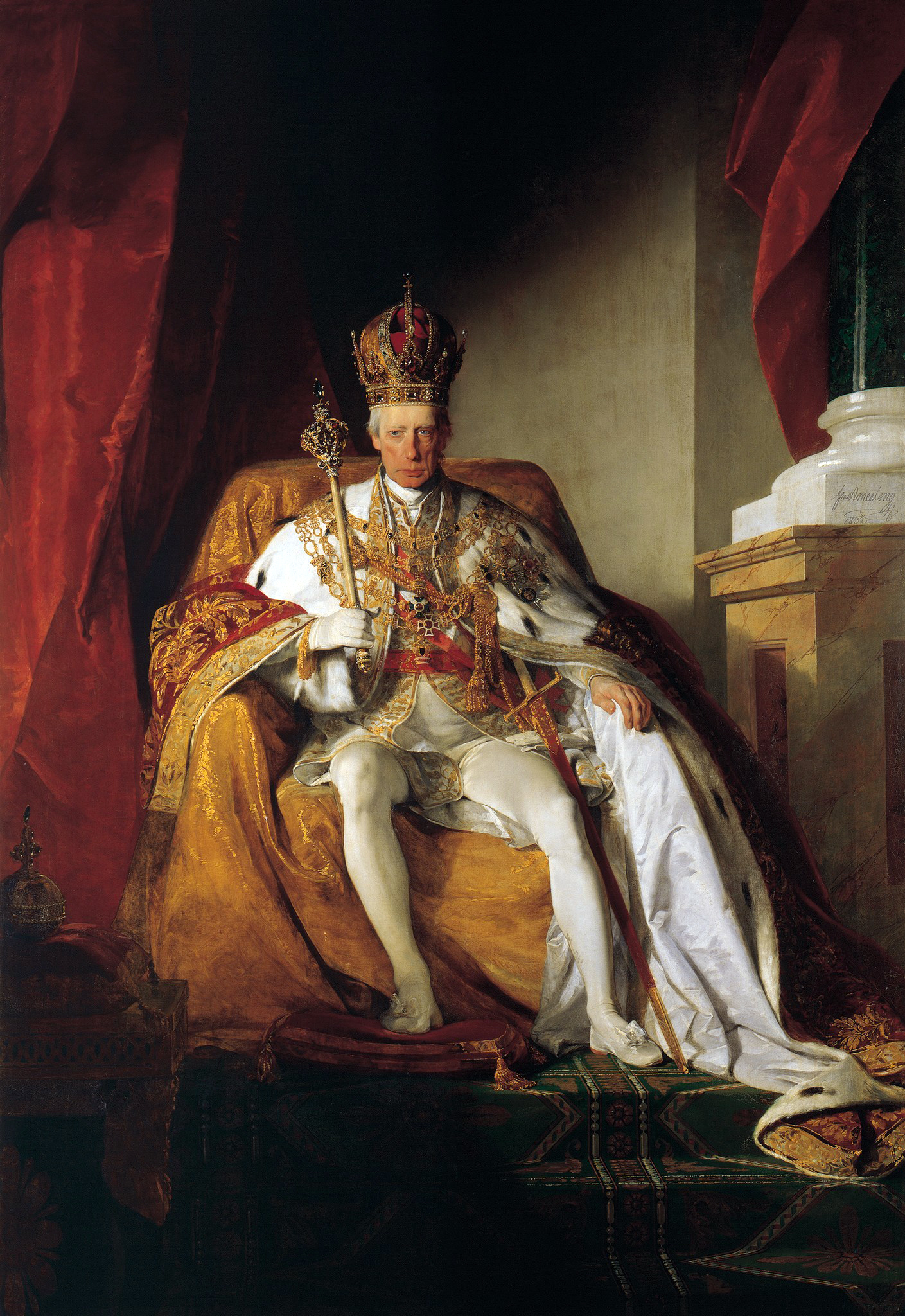
Francisc I, împăratul Austriei

În timpul domniei lui Francisc al II-lea, Austria a fost atrasă în război împotriva Franței. Întâlnindu-se la Potsdam în 1791, Leopold al II-lea și regele Prusiei au declarat amândoi că situația revoluționară din Franța era o cauză de îngrijorare pentru toți suveranii. Deși această declarație nu a devenit baza unei intervenții militare europene în Franța așa cum speraseră autorii săi, a plasat Austria și Revoluția Franceză pe curs de coliziune ideologic. În aprilie 1792, Franța revoluționară a declarat război Austriei.
Primul conflict a durat cinci ani până când Austria, abandonată de aliații săi, a fost forțată să ceară pace, impunându-i-se termeni nefavorabili. Austria a reluat războiul împotriva Franței în 1799 și din nou în 1805, însă a fost înfrântă rapid de ambele ori.
La Campo Formio, austriecilor li s-au acordat pământurile italiene ale Republicii Venețiene, iar francezii și-au exprimat acordul în privința anexării Arhiepiscopiei de Salzburg. Aceste achiziții însă au avut un mare preț, deoarece austriecii trebuiau să se alăture brutalului mod în care francezii reorganizau granițele și instituțiile antice. Austriecii au sacrificat autoritatea lor morală și constituțională din Germania prin acceptarea noii așezări teritoriale într-un congres, la Rastatt.
Cancelarul austriac (ministrul de externe), baronul Johann Amadeus Thugut (1734-1818), a rămas un oponent înverșunat al Revoluției, însă nu dorea să riște armatele și finanțele austriece decât în situațiile cu un succes asigurat pe deplin, deoarece credea că alte regrese ar lăsa Austria în dezavantaj, atât în comparație cu noua Franță, cât și cu vechii rivali dinastici, precum Sardinia-Piemont sau Prusia. În concepția lui Thugut, Europa rămăsese un teren de joacă pentru politicile convenționale, totuși modelele familiare fiind date peste cap de către Revoluție.
Tratatele de la Campo Formio (1797) și Lunéville (1801) au precedat dizolvarea (1806) Sfântului Imperiu Roman și în 1804 Francisc al II-lea a preluat titlul de Francisc I, împărat al Austriei.
În 1805, Marea Britanie, Austria, Suedia și Rusia au format A Treia Coaliție, pentru a-i învinge pe francezi. Atunci când Bavaria s-a alăturat Franței, austriecii, cu o armată de 80 000 de oamenii sub generalul Mack, au invadat prematur, pe când rușii, comandați de Kutuzov, încă mărșăluiau prin Polonia. Forța bavareză, compusă din 21 500 de oameni sub generalul Deroi, a reușit să scape cu greu. Decizia lui Napoleon de a-și îndrepta armata asupra inamicului a fost luată imediat. Acest ordin a fost executat cu o rapiditate și exactitate de neegalat, astfel că într-un foarte scurt timp Napoleon și-a adus forțele în fața austriecilor.

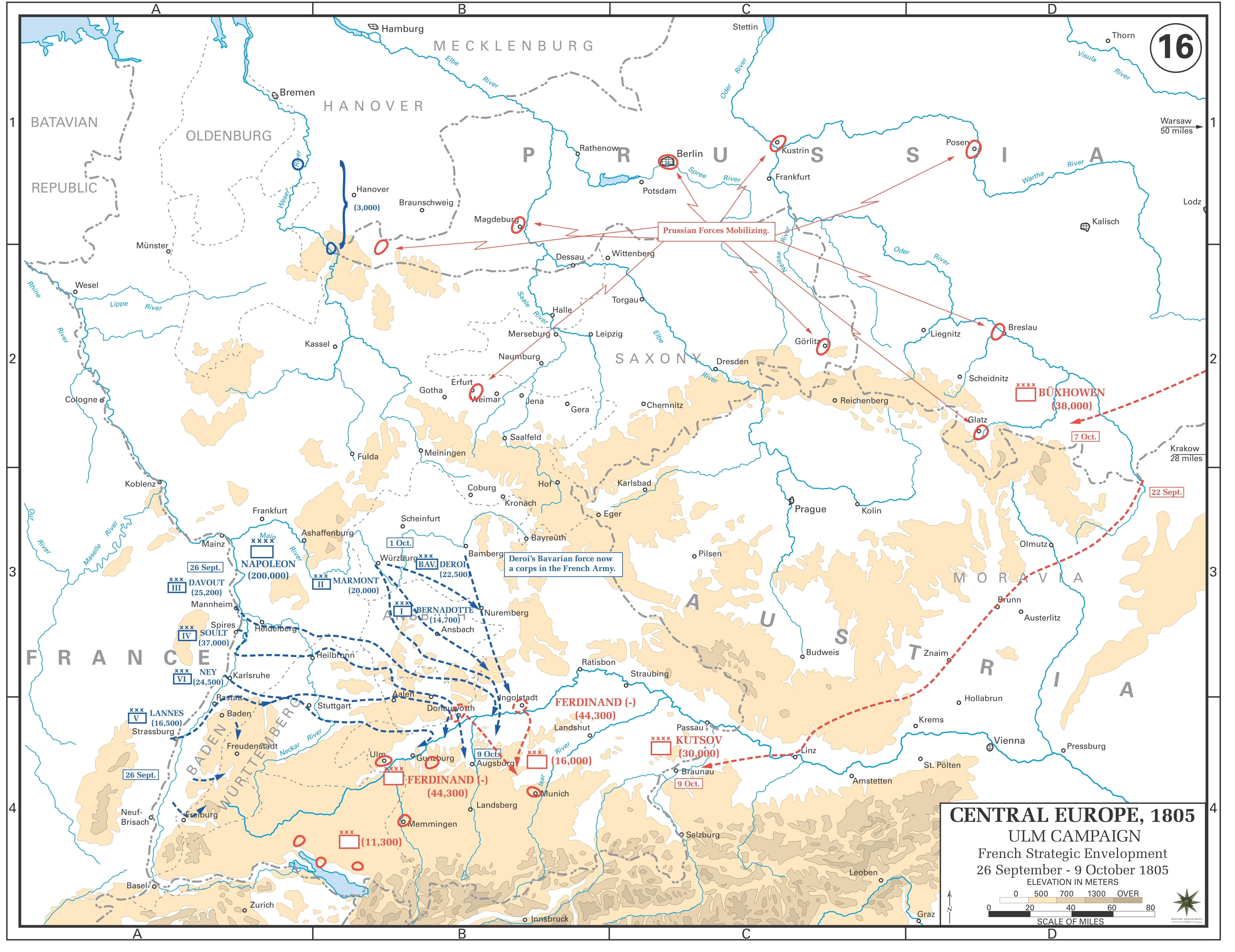
Campania Ulm

Pe 7 octombrie, comandantul austriac, generalul Mack, a aflat că Napoleon plănuia să mărșăluiască în jurul flancului său drept pentru a-i amenința liniile de aprovizionare și a-l separa de armata rusă de sub Kutuzov.
Cavaleria lui Napoleon, comandată de Murat, a realizat recunoașterea terenului, a desenat planuri detaliate ale drumurilor și a acoperit înaintarea armatei. Cavaleria din avangardă a făcut de asemenea manevre de-a lungul munților Pădurea Neagră. Între timp, forțele principale franceze au invadat interiorul Germaniei și apoi s-au îndreptat înspre sud-est, o mișcare ce trebuia să-l izoleze pe Mack și să taie liniile de aprovizionare austriece. Comandantul austriac și-a schimbat linia frontului, plasându-și flancul stâng la Ulm și pe cel drept la Rain, însă francezii au continuat înaintarea și au traversat Dunărea la Neuburg.

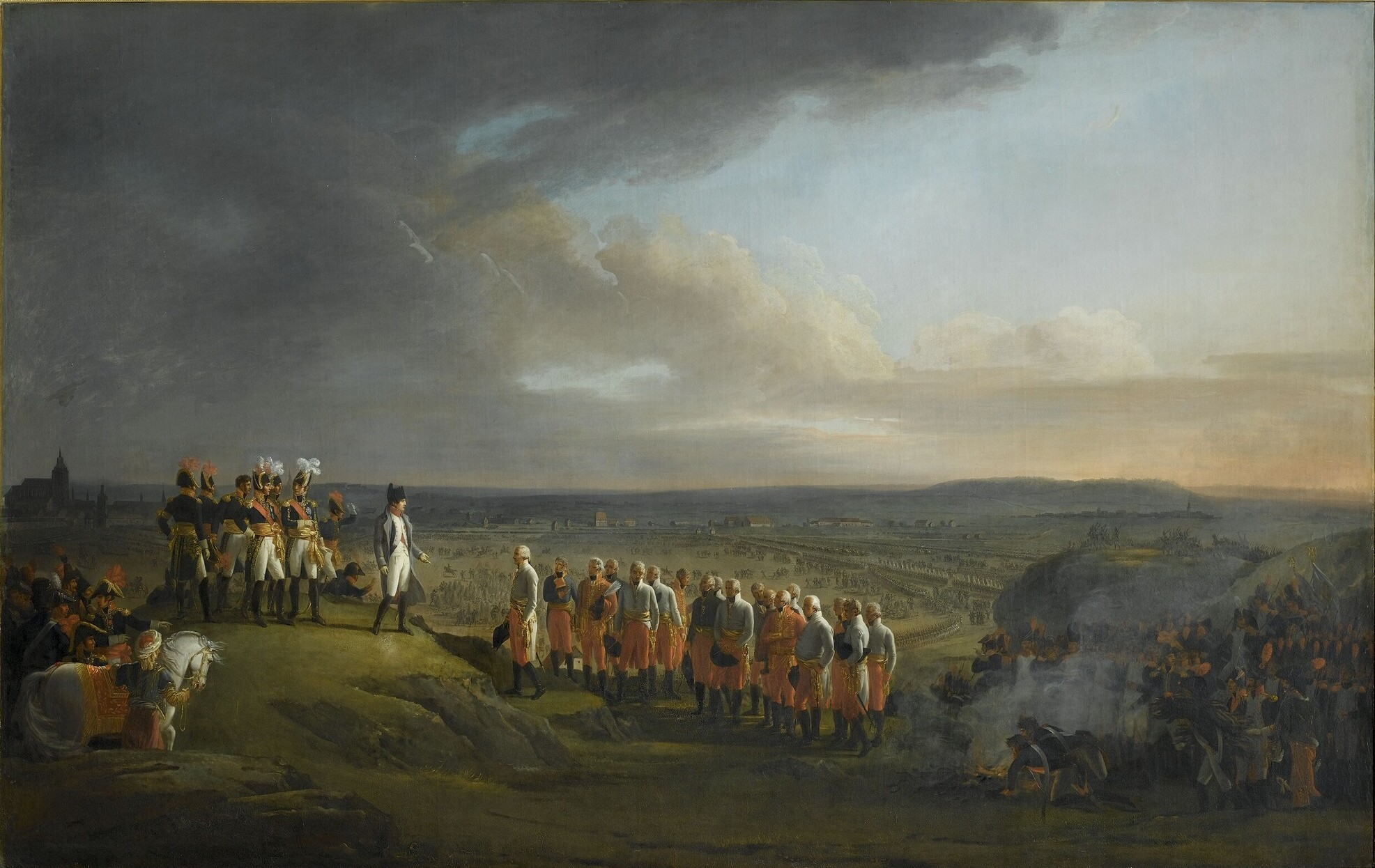
Capitularea generalului Mack la Ulm

Pe 20 octombrie, nefericitul general austriac Mack, încercuit la Ulm de către francezi, a capitulat cu cei 30 000 de oameni care mai rămăseseră din cei 80-90 000 cu care invadase Bavaria cu câteva săptămâni înainte. Câteva zile mai târziu, trupele austriece din Italia sub comanda arhiducelui Carol au fost nevoite să se retragă în speranța de a apăra Viena, acum amenințată de înaintarea lui Napoleon. Negocierile pentru un armistițiu eșuând, Napoleon a intrat în Viena și apoi, în ziua aniversării a un an de la încoronarea sa, i-a învins decisiv pe austrieci și ruși la Austerlitz. Austria a acceptat termenii tratatului de la Pressburg. Printr-un marș forțat, Napoleon a realizat o uriașă manevră de învăluire care a dus capturarea armatei inamice. Această campanie este considerată deseori a fi o capodoperă strategică.
Înfrângerea de la Austerlitz din 1805, precum și condițiile grele ale tratatului de la Pressburg, au condus la nașterea unui val de patriotism și la reînnoirea războiului împotriva lui Napoleon în 1809. În aprilie, considerându-l pe Napoleon împotmolit în Spania, Austria a invadat Bavaria și a pornit un „război pentru eliberarea Germaniei”. Arhiducele Carol a emis o proclamație scrisă de Friedrich Schlegel care se baza pe caracterul pan-germanic al războiului. Pe 21-22 mai, Napoleon a luptat în bătălia de la Aspern-Essling împotriva austriecilor conduși de arhiudcele Carol. Deși aceasta a avut un rezultat indecis, restul Europei a perceput-o ca fiind prima înfrângere personală a lui Napoleon. Revolta din Tirol a prins noi proporții, ceea ce i-a făcut pe dușmanii lui Napoleon de pe întreg continentul să asemene această situație cu cea din Spania. Însă înfrângerea Austriei la Wagram a dus la și mai umilitorul tratat de la Schönbrunn.

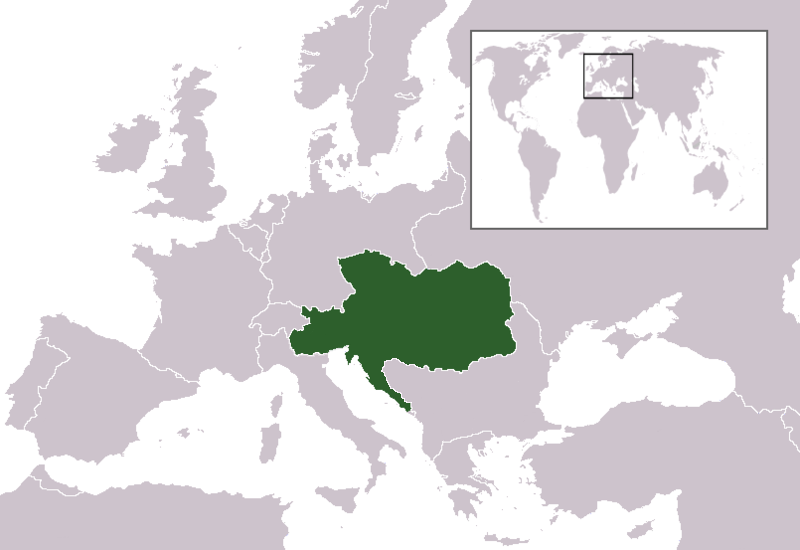
Imperiul Austriac la maxima sa întindere, după Congresul de la Viena

Pe fondul acestor rezultate nesatisfăcătoare, împăratul a numit un nou ministru de externe, Klemens Wenzel von Metternich, care a căutat reconcilerea cu Franța. A reușit acest lucru prin aranjarea unei căsătorii între fiica împăratului, Marie Louise, și Napoleon, care era dornic să fie legat prin căsătorie de una dintre dinastiile principale ale Europei, precum și să obțină un moștenitor. Austria a fost forțată să se alieze lui Napoleon în Campania din Rusia (1812), însă în 1813 s-a alăturat din nou unei coaliții formate împotriva împăratului francezilor; un general austriac, Karl Philipp de Schwarzenberg, a fost numit comandant al forțelor aliate. Congresul de la Viena (1814-1815) nu i-a returnat Austriei fostele sale posesiuni din Olanda și Baden, însă i-a permis anexarea Lombardiei, Veneției, Istriei și Dalmației. În calitate de putere de vârf, atât în cadrul Confederației Germane, cât și în cel al Sfintei Alianțe, Austria, sub ministeriatul lui Metternich, va domina politica europeană.
Încă din cele mai vechi timpuri, teritoriul austriac fusese un drum principal european, o zonă de conflicte, dar și de graniță. Monarhia, deși represivă în privința dreptului la exprimare și credință, era departe de a fi absolută; strângerea taxelor, precum și alte puteri, au rămas la nivel de provincie pentru încă un secol. Lupta împărătesei Maria Terezia împotriva Prusiei în Războiul de Succesiune Austriacă și Războiul de Șapte Ani a declanșat o lungă luptă pentru dominație în landurile germane.
Administrația centrală conducea părțile „germane” ale imperiului; Ungaria era condusă de către propria sa „Dietă” (parlament), care se bucura de un grad de independență. Imperiul se întindea din Italia până în Olanda și din Polonia până în Balcani, încorporând: 5,6 mil. de germani, 3,8 mil. cehi, moravi și slovaci, 3,4 mil. unguri, 1,6 mil. români, 1,6 mil. croați și sârbi, 1 mil. polonezi și ucraineni și 2-3 mil. alte naționalități.
Sârbii și croații erau considerați oameni sinceri și „războinici bravi”, cu un gust aparte pentru băutură. „Croații obișnuiți nu căutau să obțină avansarea în armată sau în societate, însă erau de obicei oameni înalți și puternici care dădeau dovadă de un uimitor curaj în fața foamei și setei, înghețului și căldurii și a celor mai grele suferințe fizice, chiar sub cuțitul chirurgului. Moartea nu îi sperie. Pe meleagurile lor toate îi aminteau străinului că te afli într-o colonie de soldați... Loialitatea croată era legendară... Și totuși, dacă croații detectau sau își imaginau că există vreun motiv de îndoială față de autorități, ei recurgeau la ceva care putea fi mult mai periculos, respectiv sfidarea ofițerilor și plecarea acasă, cu forța dacă era necesar, și indiferent de stadiul campaniei sau de prezența inamicului.”

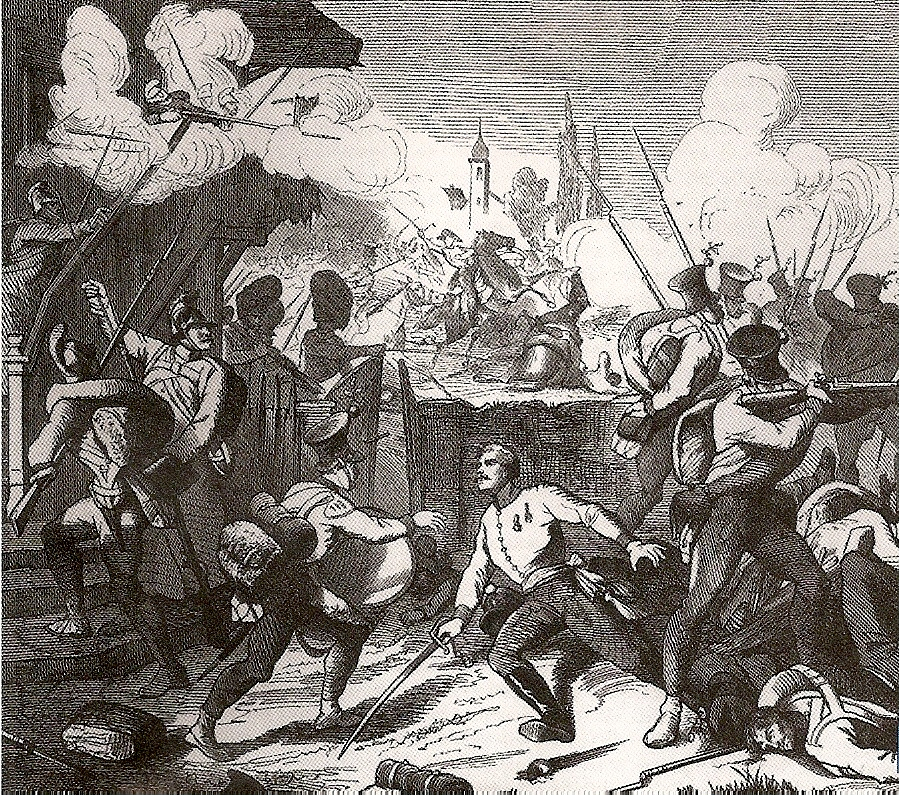
Soldaţi austrieci în acţiune în bătălia de la Wagram

Polonezii și ucrainenii erau văzuți ca având o slăbiciune pentru băutură, fiind oameni cu mult timp liber. Polonezii erau reticenți în a lupta pentru monarhul austriac. După bătălia de la Dresda, 3 000 de dezertori austrieci de naționalitate poloneză au fost luați prizonieri de Corpul al VII-lea al lui Józef Poniatowski; 30 de fiecare companie. Maghiarii se bucurau de o imensă reputație în calitate de călăreți și luptători. Românii erau scunzi, robuști, răzbunători și cruzi. Germanii și cehii erau descriși ca fiind prea grași și înceți, însă curați și educați.
Teritoriile habsburge erau imense, astfel că un factor cheie unificator era armata însăși, care îmbrățișa toate naționalitățile și își recruta personal din ținuturile habsburge și chiar din străinătate. De la izbucnirea războiului Austria a menținut o vastă armată. Incomodați de conservatismul inerent al ierarhiei, austriecii trebuiau să lupte împotriva celei mai moderne armate din Europa. Soldații austrieci s-au comportat cu mare disciplină și hotărâre și au jucat un rol central în coalițiile formate împotriva Franței, de la campaniile din anii 1790 până la campania de la Austerlitz din 1805, bătăliile echilibrate din 1809, și campaniile finale din 1813-1814.